# 迪米特尔·佩特科夫

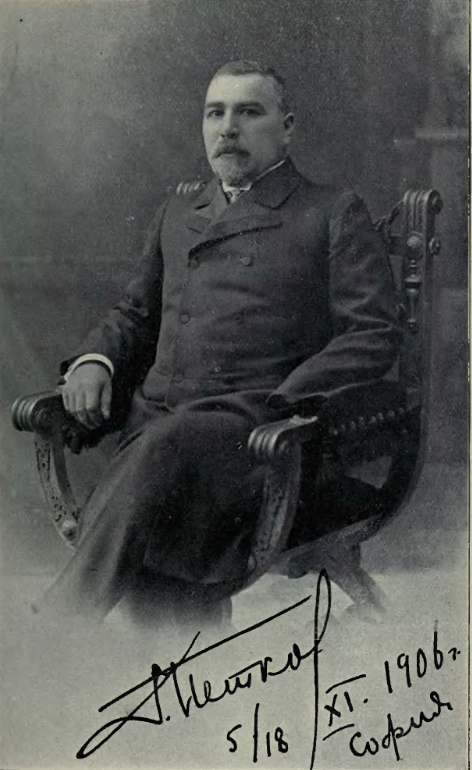
1906年

迪米特尔·佩特科夫（1856年—1907年3月11日)是保加利亚人民自由党领袖成员，1906年11月5日出任保加利亚首相，1907年佩特科夫遭無政府主義者暗殺身亡。在此之前他还担任过5年的索非亚市长（1888年－1893年）。
| 前任： 拉乔·佩特罗夫 | 保加利亚首相 | 繼任： 迪米特尔·斯坦乔夫 |